# Hirondelle à face blanche
Tachycineta thalassina
Espèce
Statut de conservation UICN

 LC  : Préoccupation mineure
L'Hirondelle à face blanche (Tachycineta thalassina) est une espèce de passereaux de la famille des Hirundinidae.

## Morphologie

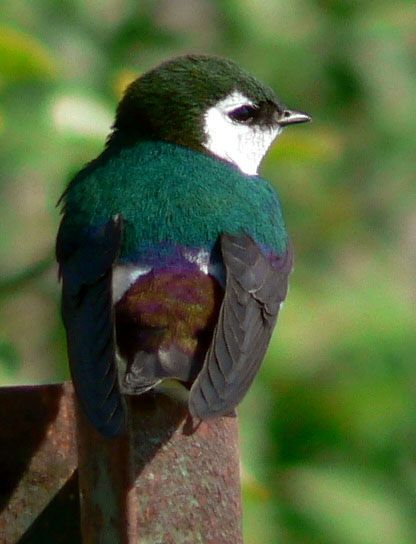
Détail de la coloration du plumage de l'Hirondelle à face blanche adulte

Le bec et les yeux sont noirs, les pattes rosées avec des orteils gris.
Les adultes sont vert-bronze foncé dans les parties supérieures, le dessus du croupion et de la queue présentent une iridescence violette et les rémiges sont noires. Une petite tache noire s'étend entre le bec et l'œil. Les parties inférieures du corps sont blanches, y compris le dessous de la queue, qui est fourchue. Chez l'adulte mâle, la couleur blanche de la gorge s'étend tout autour des yeux sur la face et les joues, d'où leur nom d'hirondelles à face blanche, mais la couleur blanche remonte aussi vers le dos au niveau du croupion.
Les oiseaux immatures sont bruns sur les parties supérieures.
Cet oiseau mesure 13 ou 14 cm de longueur.
Les adultes sont parfois confondus avec l'hirondelle bicolore, iridescente elle aussi, mais avec des reflets bleus.

## Comportement

### Locomotion
Ces oiseaux volent généralement à assez grande hauteur, mais parfois ils s'abaissent et volent très bas au-dessus de l'eau.

### Alimentation
Cet oiseau est insectivore.

### Relations sociales

#### Relations intraspécifiques
Les vocalisations sont des gazouillis divers, aigus, constitués de « tchip » ou de « touït ».
Cet oiseau grégaire se nourrit et migre en colonies pouvant réunir de très nombreux individus.

### Reproduction
Les hirondelles à face blanche font leur nid dans des arbres creux ou dans des crevasses de rocher, formant parfois de petites colonies.

## Répartition et habitat
Leur habitat s'étend sur l'ensemble des plaines semi-ouvertes et sur les zones boisées clairsemées de l'Amérique du Nord occidentale depuis l'Alaska jusqu'au Mexique, y compris dans les zones montagneuses. Elle niche aussi dans les banlieues de villes ou dans les déserts du sud-ouest américain ou du Mexique.
Elles migrent en grandes nuées vers l'Amérique centrale et l'Amérique du Sud.

## Systématique

### Liste des sous-espèces
D'après la classification de référence (version 5.2, 2015) du Congrès ornithologique international, cette espèce est constituée des deux sous-espèces suivantes :
- Tachycineta thalassina brachyptera Brewster, 1902 ;
- Tachycineta thalassina thalassina (Swainson, 1827).